# Trybunał inkwizycji w Udine
Trybunał inkwizycji w Udine – sąd inkwizycyjny, mający swą siedzibę w Udine w Republice Weneckiej. Działał w latach 1556–1806 pod kierownictwem inkwizytorów z zakonu franciszkanów konwentualnych i należał do struktur inkwizycji rzymskiej. Z uwagi na nazwę podległych mu diecezji i regionu nazywany był także trybunałem inkwizycji z Akwilei i Concordii lub trybunałem inkwizycji we Friuli.

## Historia

### Okres do 1574

#### Inkwizycja w diecezji Akwilei
Diecezja Akwilei (mająca rangę patriarchatu) od 1254 leżała w granicach prowincji inkwizytorskiej Marchii Trewizańskiej, w której funkcje inkwizytorskie sprawowali franciszkanie. Co najmniej od połowy XIV wieku główna siedziba inkwizytora mającego jurysdykcję nad Akwileą znajdowała się w Wenecji, co było wielokrotnie potwierdzane (np. w 1376, 1530). Znany jest jednak przypadek mianowania oddzielnego inkwizytora specjalnie dla diecezji Akwilei: w latach 1493–1499 działał w niej inkwizytor Giorgio da Udine, mający swą siedzibę w konwencie franciszkańskim w Udine.
W latach 30. i 40. XVI wieku w diecezji Akwilei odnotowano kilka procesów przeciwko sympatykom reformacji. Przewodniczyli im duchowni diecezjalni (kanonicy kapituły w Cividale lub wikariusz patriarchy Akwilei), we współpracy z władzami świeckimi. Na przełomie lat 40. i 50. XVI wieku w procesy prowadzone przez lokalne sądy duchowne zaczął ingerować trybunał inkwizycji w Wenecji, mający nominalną jurysdykcję nad tą diecezją.
Właściwy początek istnienia trybunału inkwizycyjnego w Udine należy datować na rok 1556, gdy inkwizytorem Akwilei został franciszkanin konwentualny Bonaventura Farinerio. Jednakże najważniejszą osobą we wczesnej historii tego trybunału był mianowany w 1557 wikariusz patriarchalny Giacomo Maracco, który od 1558 jednocześnie miał status komisarza i delegata utworzonej w 1542 Kongregacji Rzymskiej i Powszechnej Inkwizycji. Status taki nadano mu w związku z podejrzeniami o herezję wobec ówczesnego patriarchy Akwilei Giovanniego Grimaniego. Patriarcha został wprawdzie ostatecznie uniewinniony, ale do końca był przez Rzym traktowany nieufnie, stąd nadzwyczajne pełnomocnictwa dla Maracco nie zostały nigdy odwołane i wikariusz wykonywał je aż do swej śmierci w 1576. W międzyczasie, w 1569 Kongregacja Rzymskiej i Powszechnej Inkwizycji przejęła od władz zakonu franciszkanów konwentualnych prawo mianowania inkwizytorów Akwilei. Pierwszym inkwizytorem mianowanym przez Kongregację był Giulio Colomberto, który już od 1566 sprawował tę funkcję z nominacji władz zakonnych. Kilka lat później, w czerwcu 1574, Kongregacja połączyła diecezje Akwilei i Concordii pod jurysdykcją trybunału z siedzibą w Udine w diecezji Akwilei.

#### Inkwizycja w diecezji Concordii
Diecezja Concordii również podlegała w średniowieczu inkwizytorom Marchii Trewizańskiej. W listopadzie 1557 inkwizytor generalny Wenecji, Felice Peretti de Montalto, mianował franciszkanina Francesco Pinzino, swoim wikariuszem w tej diecezji. Dwa lata później został jednak utworzony oddzielny trybunał dla diecezji Concordii z siedzibą w stolicy diecezji Portogruaro. Do czerwca 1574 funkcje inkwizytorów Concordii sprawowało kolejno trzech zakonników franciszkańskich.

### Okres 1574–1806
W czerwcu 1574 Kongregacja Rzymskiej i Powszechnej Inkwizycji skasowała trybunał w Portogruaro i podporządkowała diecezję Concordii inkwizytorom z Udine. Pierwszym inkwizytorem obu diecezji został dotychczasowy inkwizytor Akwilei Giulio Colomberti. W 1576 zmarł Giacomo Maracco, co jednocześnie oznaczało kres szczególnej pozycji wikariusza patriarchalnego w trybunale inkwizycyjnym. Począwszy od 1578 aż do lat 90. XVI wieku kolejni papieże wydali szereg rozporządzeń nadających inkwizytorom Udine prawa do dochodów z rozmaitych beneficjów, co zapewniło im niezależność finansową. Na przełomie XVI i XVII wieku, za urzędowania inkwizytora Girolamo Asteo (1598–1608) obszar podległy trybunałowi z Udine został podzielony na wikariaty i wikariaty rejonowe.
Działalność trybunału inkwizycji z Udine jest dość dobrze znana, z uwagi na to, że jego archiwum zachowało się do czasów współczesnych. W XVI wieku inkwizytorzy zajmowali się głównie zwalczaniem sympatyków reformacji, jednak już pod koniec tego stulecia ich zainteresowanie zwróciło się w kierunku pilnowania ortodoksji zwykłych ludzi. Istotny odsetek spraw pod koniec XVI i w XVII wieku stanowiły postępowania dotyczące magii oraz kultów ludowych, zwłaszcza ruchu benandanti, którzy uważali się za „dobrych czarowników”, zwalczających złą magię. Niektórzy inkwizytorzy Udine podejrzewali ich o satanizm i herezję, choć traktowali ich raczej łagodnie. Jednym z najsłynniejszych procesów przed inkwizycją z Udine był proces młynarza Domenico Scandelli, oskarżonego o szereg heretyckich poglądów. Jako jeden z nielicznych podsądnych inkwizycji z Udine został on skazany na śmierć i spalony w Portogruaro w sierpniu 1599. Najwięcej spraw odnotowano za urzędowania inkwizytorów Girolamo Asteo (1598–1608), Giulio Missiniego (1645–1653) i Carlippolito Barattiego (1746–1750).
W 1751 papież Benedykt XIV oficjalnie przekształcił patriarchat Akwilei w archidiecezję Udine, formalnie zatwierdzając stan faktyczny istniejący już od kilku stuleci.
Republika Wenecka przestała istnieć w wyniku inwazji rewolucyjnej Francji w 1797. Po pokoju w Campo Formio (17 października 1797) Udine znalazło się w granicach Austrii. Kilka lat później, w wyniku kolejnej wojny francusko-austriackiej, zostało włączone do utworzonego przez Napoleona Bonaparte Królestwa Włoch, którego władze nie zamierzały tolerować dłużej działalności inkwizycji. Dekretem z dnia 28 lipca 1806 konwent S. Francesco w Udine został rozwiązany, co oznaczało jednocześnie także likwidację trybunału inkwizycyjnego.

## Organizacja
Siedziba trybunału znajdowała się w konwencie S. Francesco w Udine. Inkwizytorem był zawsze zakonnik z zakonu franciszkanów konwentualnych. Pomagało mu łącznie dziesięciu wikariuszy, w tym dwóch z tytułem wikariusza generalnego (rezydowali w siedzibach diecezji, tj. Udine i Portogruaro), a pozostałych ośmiu z tytułem wikariuszy rejonowych. Ci ostatni stali na czele mniejszych okręgów. W diecezji Akwilei było siedem takich wikariatów (Palmanova, Cividale del Friuli, San Daniele del Friuli, Gemona del Friuli, Tolmezzo, Pieve di Cadore, Sacile), a w diecezji Concordii tylko jeden (Pordenone). W trybunale inkwizycyjnym podczas procesu zasiadali też przedstawiciele miejscowego biskupa (najczęściej wikariusz generalny) oraz miejscowych władz weneckich. Specjalną autonomią cieszył się okręg Cividale del Friuli – patriarchę Akwilei reprezentował tam nie wikariusz diecezjalny, lecz dziekan kapituły w Cividale.

## Archiwum i dane statystyczne
Archiwum inkwizycji w Udine jako jedno z nielicznych ocalało niemal bez uszczerbku. Po zniesieniu trybunału w 1806 nie zostało bowiem zniszczone, lecz przeniesione do archiwum archidiecezjalnego (Archivio Arcivescovile) w Udine, gdzie znajduje się do dziś. Co więcej, archiwum to jest już dość dobrze zbadane przez historyków. Dzięki temu znana jest całkowita liczba spraw prowadzonych przez ten trybunał, nadto wiadomo też, w jakim trybie były one rozpatrywane. Przez cały okres działalności prowadził on sprawy aż 4087 podejrzanych. Spośród nich 525 zostało osądzonych w procesach formalnych, 1704 objęto tzw. procedurą skróconą, a pozostałe 1858 postępowań zakończyło się bez postawienia osobom podejrzanym formalnych zarzutów. W poszczególnych okresach proporcje te przedstawiały się następująco:
| Okres              | Oskarżeni w procesach formalnych | Oskarżeni w procedurze skróconej | Zadenuncjowani lub podejrzani, którzy nie zostali postawieni w stan oskarżenia | Suma |
| ------------------ | -------------------------------- | -------------------------------- | ------------------------------------------------------------------------------ | ---- |
| 1557–1600          | 384                              | 100                              | 557                                                                            | 1041 |
| 1601–1650          | 97                               | 636                              | 544                                                                            | 1277 |
| 1651–1700          | 32                               | 428                              | 444                                                                            | 904  |
| 1701–1750          | 12                               | 315                              | 168                                                                            | 495  |
| 1751–1804          | 0                                | 222                              | 133                                                                            | 355  |
| Dokumenty bez daty | 0                                | 3                                | 12                                                                             | 15   |
| Suma 1557–1804     | 525                              | 1704                             | 1858                                                                           | 4087 |

Trybunał w Udine był stosunkowo łagodny. Przez cały okres swej działalności (1556–1806) wydał trzynaście wyroków śmierci, przy czym wszystkie wydano jeszcze w XVI wieku. W aż ośmiu przypadkach wyroki te były zaoczne, a w jednym skazany uciekł przed egzekucją. Faktycznie więc trybunał ten stracił tylko cztery osoby, przy czym dwie stracono w Udine (Ambrogio Castenario w 1568, Daniele Dionisi w 1588), a po jednej w Portogruaro (młynarz Domenico Scandella w 1599) i Cividale del Friuli (stolarz Domenico w 1583). Do tego można doliczyć jeszcze trzech innych skazańców, którzy byli początkowo sądzeni przez trybunał w Udine, ale ostatecznie przekazano ich w ręce Kongregacji Świętego Oficjum i zostali straceni w Rzymie (Marcantonio Verotti w 1568, Alessandro Iechil w 1574, Pietro Kuplenik w 1595).

## Inkwizytorzy Udine

### Inkwizytorzy diecezji Akwilei (1556–1574)
- Bonaventura Farinerio da Castelfranco OFMConv (1556–1559)
- Bonaventura Manento da Gabbiano OFMConv (1559–?)
- Andrea Bergamin da Vicenza OFMConv (1561–1563)
- Francesco Zuccarino da Verona OFMConv (1563–1564)
- Giulio Colomberti d’Assisi OFMConv (od 1566)

### Inkwizytorzy diecezji Concordii (1559–1574)
Inkwizytorzy Concordii rezydowali w Portogruaro.
- Valentino Cristiani da Cingoli OFMConv (1559)
- Francesco Pinzino da Portogruaro OFMConv (1559–1567)
- Angelo Grado da Venezia OFMConv (1569–1574)

### Inkwizytorzy diecezji Akwilei (Udine) i Concordii (1574–1806)
- Giulio Colomberti d’Assisi OFMConv (do 1579)
- Felice Passeri da Montefalco OFMConv (1579–1584)
- Evangelista Pelleo da Force OFMConv (1584–1586)
- Giovanni Battista Angelucci da Perugia OFMConv (1587–1598)
- Girolamo Asteo OFMConv (1598–1608)
- Ignazio Pino da Cagli OFMConv (1608–1613)
- Domenico Vico da Osimo OFMConv (1614–1629)
- Bartolomeo Procaccioli da Terni OFMConv (1629–1635)
- Lodovico Sillani da Gualdo OFMConv (1636–1644)
- Lodovico Zacchei da Sezze OFMConv (1644–1645)
- Giulio Missini da Orvieto OFMConv (1645–1653)
- Girolamo Baroni da Lugo OFMConv (1653–1654)
- Bonaventura Ripa da Ferrara OFMConv (1654–1658)
  - Emilio Tensini da Crema OFMConv (1658–1659), nie objął urzędu
  - Giovanni Angeli da Lucignano OFMConv (1659), nie objął urzędu
- Angelo Gherardini da Ravenna OFMConv (1659–1663)
- Carlantonio Bellagranda da Ferrara OFMConv (1663–1668)
- Oliviero Tieghi da Ferrara OFMConv (1668–1674)
- Agostino Giorgi da Bologna OFMConv (1674–1677)
- Antonio Dall'Occhio da Ferrara OFMConv (1677–1692)
- Giovanni Paolo Giulianetti da Firenze OFMConv (1692–1704)
- Giovanni Antonio Angeli da Bologna OFMConv (1704–1707)
  - Giovanni Michele Vergari da Gubbio OFMConv (1707), nie objął urzędu
- Giovanni Antonio Angeli da Bologna OFMConv [ponownie] (1707–1724)
- Giovanni Pellegrino Galassi da Bologna OFMConv (1724–1727)
- Antonio Maria Piazzola da Venezia OFMConv (1727–1730)
- Marcantonio Crivelli da Assisi OFMConv (1730–1746)
- Carlippolito Baratti da Rovigo OFMConv (1746–1750)
- Francesco Antonio Benoffi da Pesaro OFMConv (1750–1766)
- Felice Giro da Padova OFMConv (1767–1784)
- Girolamo Maria Zanettini da Cividale OFMConv (1784–1787)
- Giangirolamo Agapito da Capodistria OFMConv (1787)
- Francesco Ponte da Polcenigo OFMConv (1788–1800)
- Girolamo Maria Zanettini da Cividale OFMConv [ponownie] (1802–1806)